# Zespół Pałacowo-Parkowy w Przeworsku

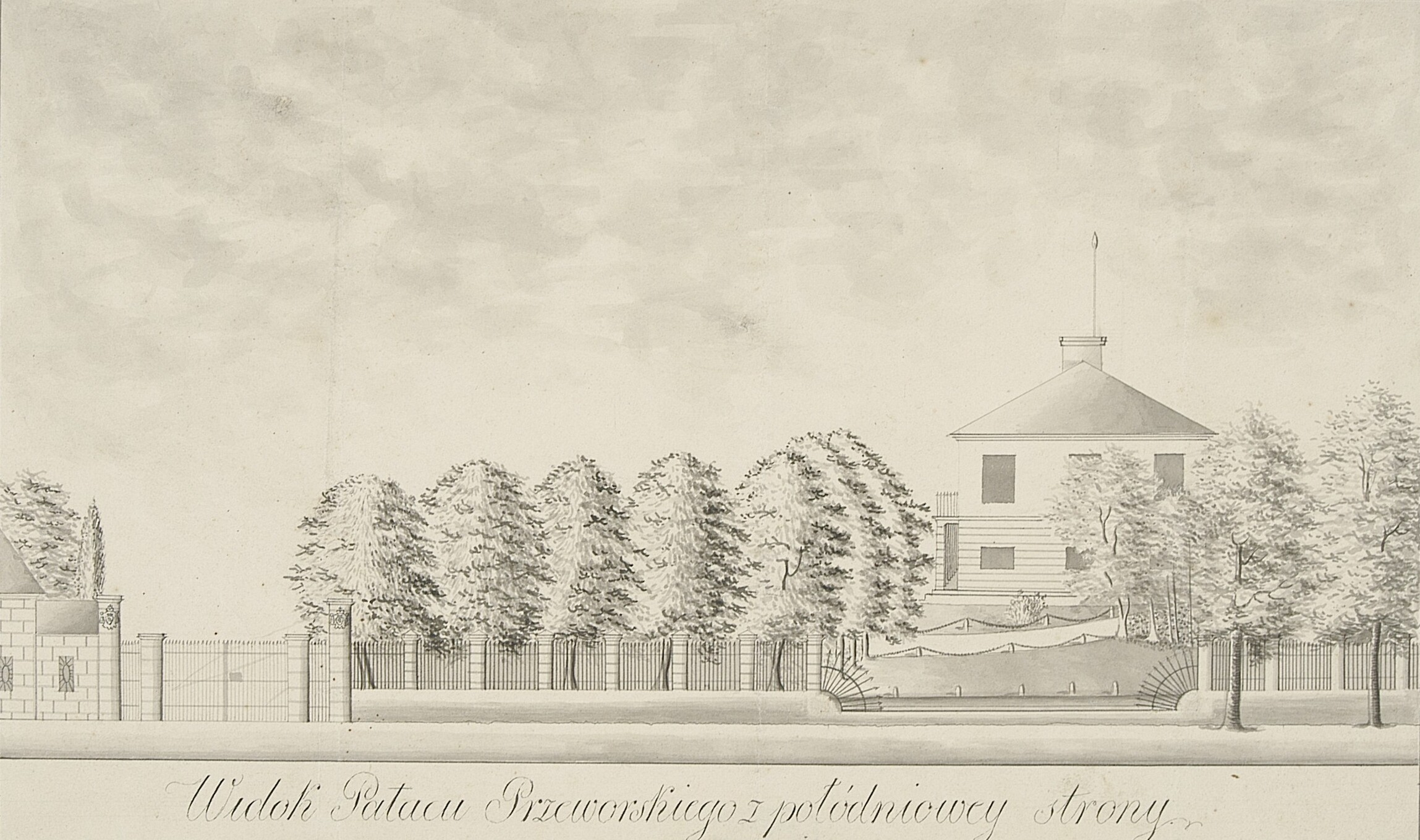
Widok pałacu od strony południowej, przed 1820

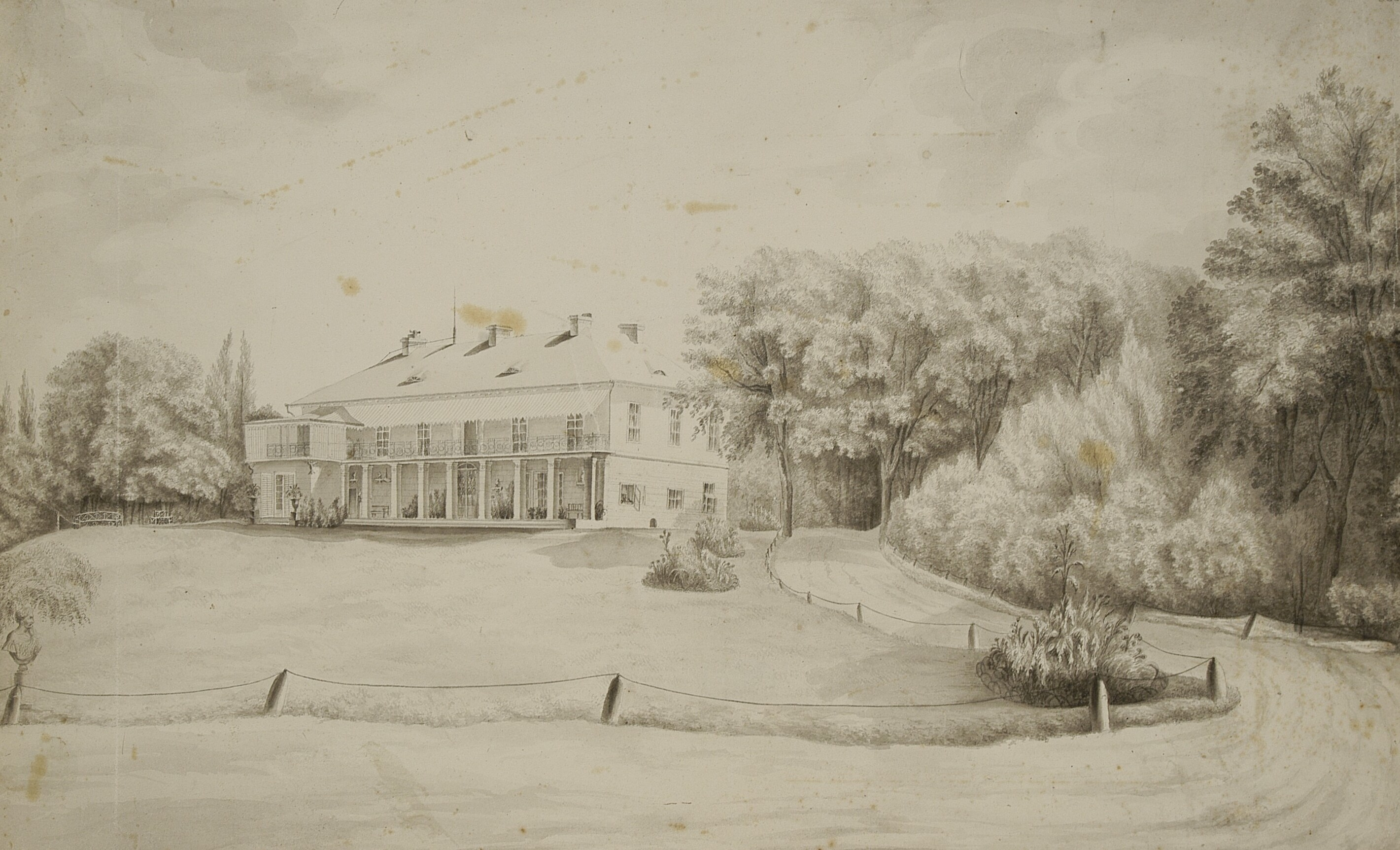
Widok pałacu, po 1807

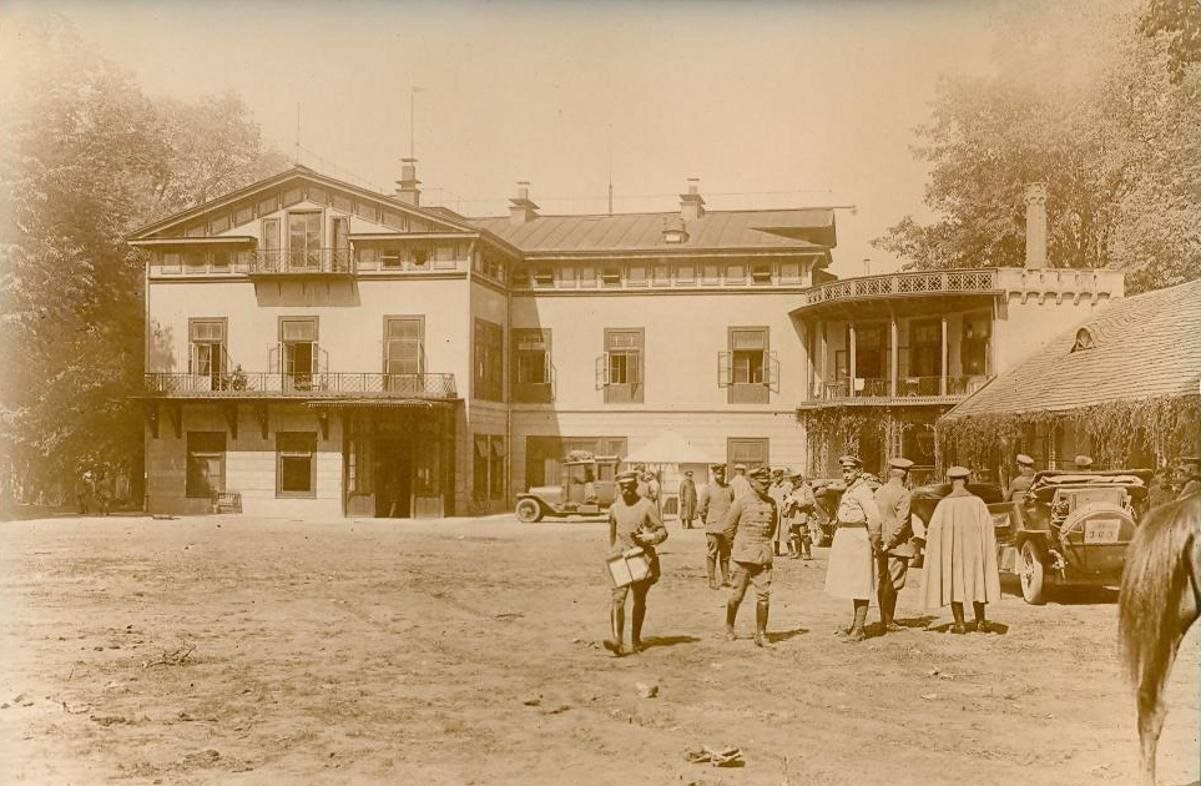
Fotografia pałacu przed 1939

Zespół Pałacowo-Parkowy w Przeworsku – kompleks budynków (w tym pałac, oranżeria i inne) w Przeworsku. Kompleks znajduje się na terenie parku w stylu angielskim. Zespół był wznoszony przez rodzinę Lubomirskich. Pałac wpisany został do Kanonu Krajoznawczego Polski.

## Historia
W 1621 roku Przeworsk stał się prywatnym miastem rodu Lubomirskich. Powodem tej zmiany było małżeństwo Zofii Ostrogskiej z Sebastianem Stanisławem Lubomirskim, który piastował wówczas urząd wojewody krakowskiego i ruskiego. Jego śmierć zapieczętowała przypisanie miasta jednemu z jego synów – Jerzemu Sebastianowi Lubomirskiemu.
Budowę pałacu rodu Lubomirskich w Przeworsku zawdzięcza się księżnej Izabeli z Czartoryskich Lubomirskiej, pani na Łańcucie. Ze względu na bliskie położenie Łańcuta, dobra przeworskie były wymarzonym miejscem na rezydencję ulubionego wychowanka księżnej marszałkowej – Henryka Lubomirskiego.
Budynek obecnego pałacu z inicjatywy ks. Henryka Lubomirskiego powstał na miejscu istniejącego tu późnorenesansowego dworu obronnego, nadając mu kształt niewielkiego pałacyku o cechach angielskiego klasycyzmu. Prace budowlane przy pałacu początkowo prowadził, nadworny architekt księżnej Izabeli Lubomirskiej Jan Griesmayer, a dokończył Piotr Aigner oraz sztukator Fryderyk Bauman, który projektował dekoracje wnętrz. Pałac, którego budowę zakończono ok. 1807 r., w połowie XIX w. został rozbudowany według projektów Feliksa Księżarskiego i zyskał obecny kształt architektoniczny. W 1829 roku sławny polski generał Józef Bem opracował i zainstalował w pałacu Lubomirskich w Przeworsku nowy system ogrzewania. 
Do 1939 roku w pałacu Lubomirskich w Przeworsku znajdowało się wiele prawdziwych i drogocennych dzieł sztuki, które po wybuchu II wojny światowej zostały zagarnięte przez Niemców (19 wyjątkowo cennych obrazów). Rosjanie zaś dokończyli kradzieży pałacu z pozostałych wartościowych rzeczy, w tym m.in. kolekcję numizmatyczną liczącą ponad 5 tysięcy pozycji. Podstawę przeworskich zbiorów stanowiła galeria obrazów, kolekcja rzeźb, zbrojownia oraz archiwum rodowe. Ponadto zgromadzono tam liczne pamiątki historyczne, bogaty zbiór mebli i cenne brązy. W l. 1869–1870 znaczna część muzealiów przeworskich (m.in. galeria obrazów i zbrojownia) została przeniesiona do Muzeum Lubomirskich we Lwowie, które było połączone z Zakładem Narodowym im. Ossolińskich. Stało się tak z inicjatywy ks. Henryka Lubomirskiego – kuratora Ossolineum. Okazała biblioteka, która przyniosła chlubę pałacowi, dziś wzbogaca księgozbiór Ossolineum we Wrocławiu. W 1948 na mocy aktu wydanego przez Ministerstwo Kultury i Sztuki, ponad 300 najbardziej interesujących eksponatów przejął wcześniej utworzony Państwowy Ośrodek Muzealny w Łańcucie. 
Przez kilka dziesięcioleci po zakończeniu II wojny światowej pałac i pozostałe budowle zespołu pełniły różnorodne funkcje jako siedziby urzędów i instytucji publicznych oraz jako mieszkania dla repatriantów. W początku lat 70. XX wieku przeprowadzono kapitalny remont pałacu przeznaczając go na cele muzealne. W roku 1974 utworzono wielodziałowe muzeum państwowe pod nazwą Muzeum – Pałac Lubomirskich.

## Założenie

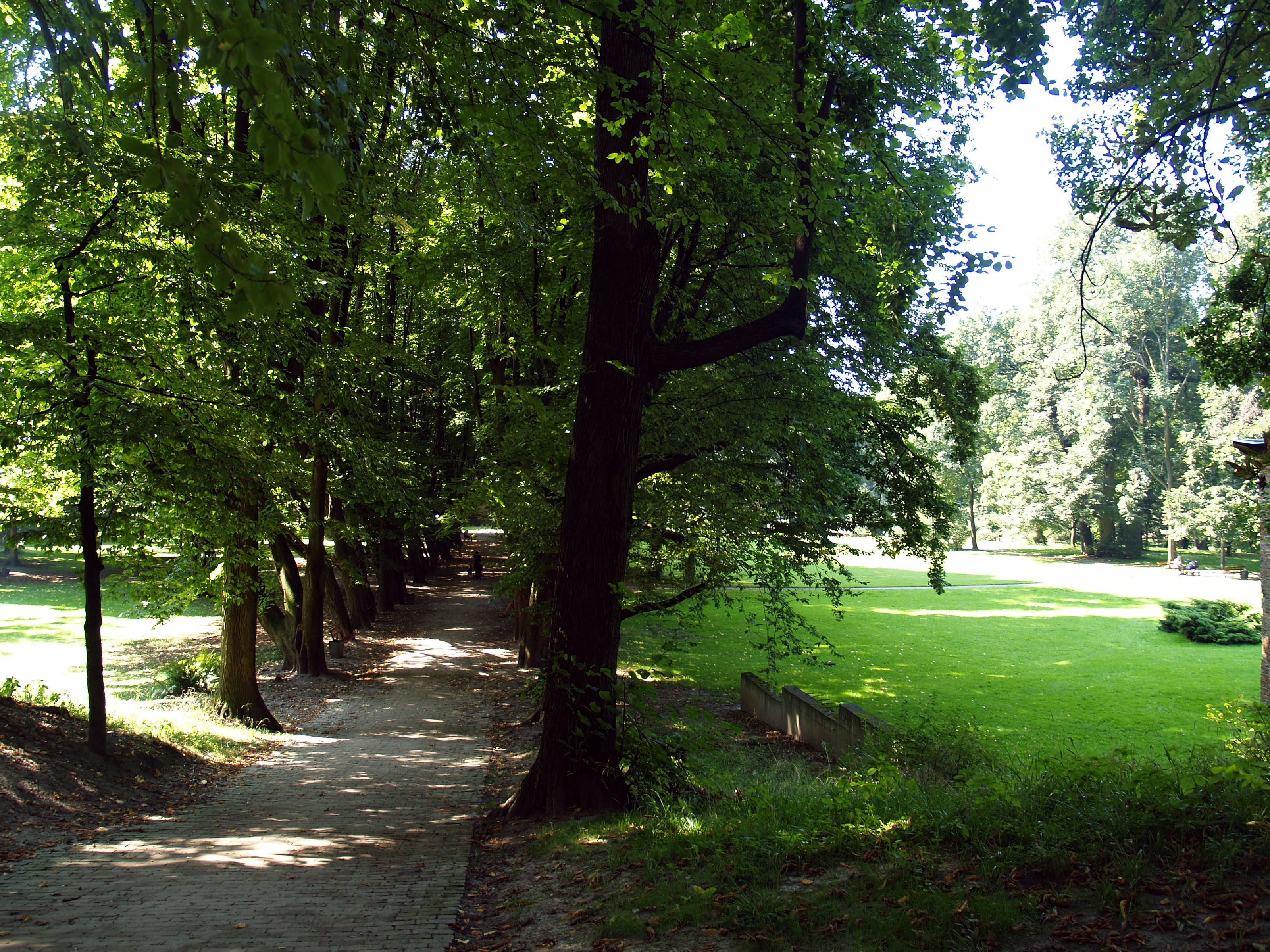
Park z aleją grabową

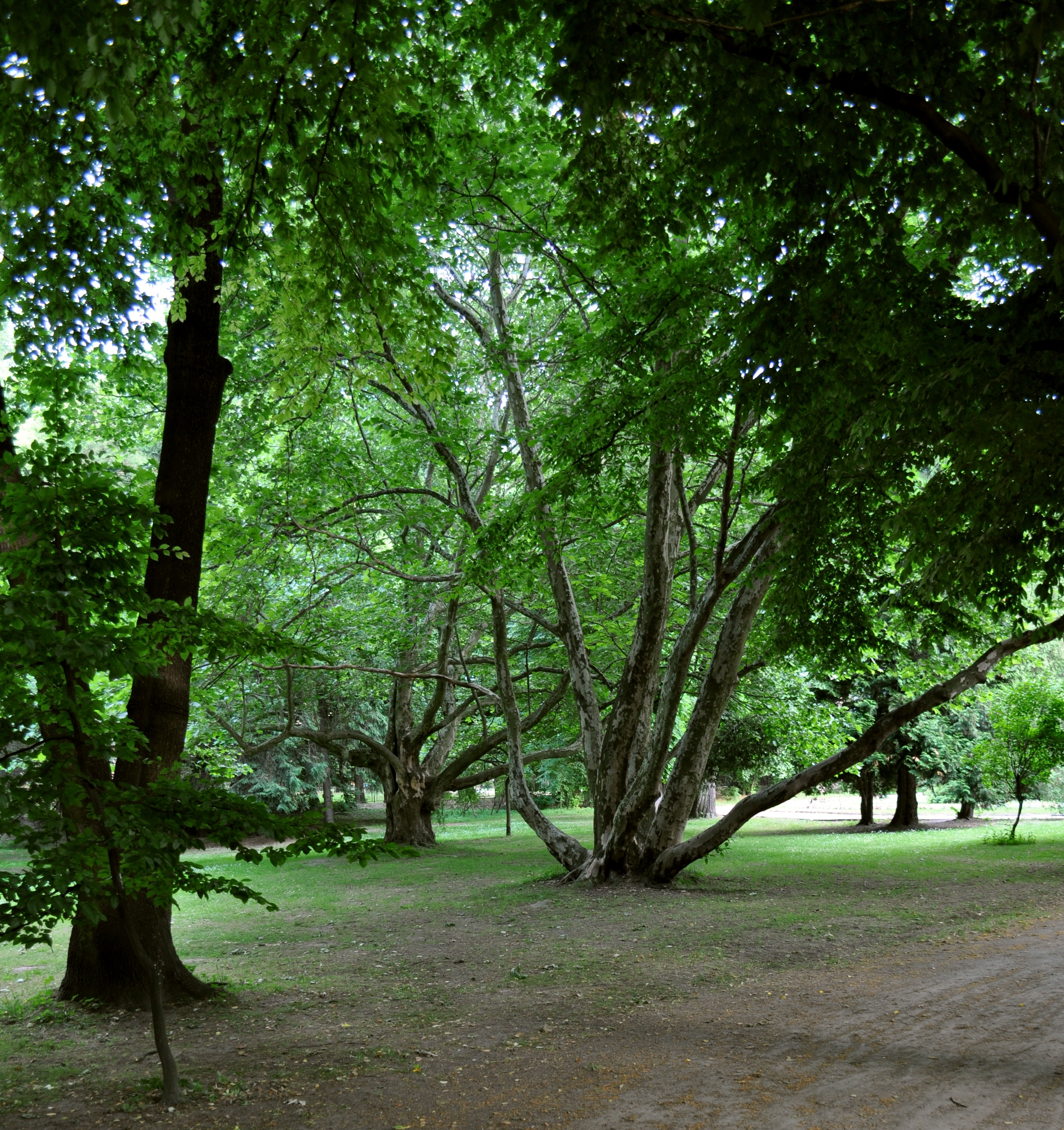
Park

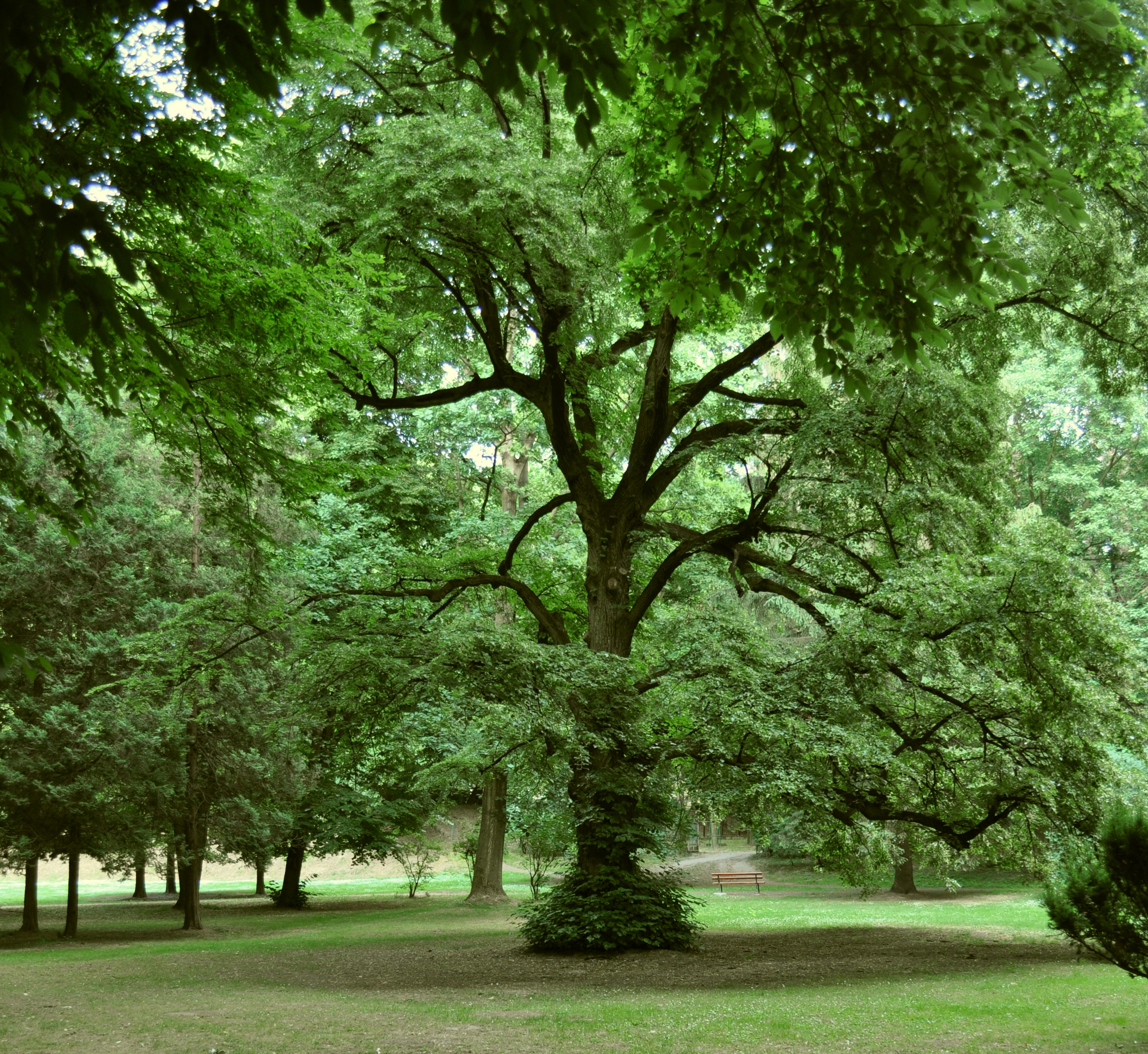
Park

Na terenie 12-hektarowego parku znajdują się: pałac, 2 oficyny dworskie, oranżeria, dom ogrodnika, kordegarda, brama główna, dom koniuszego, stajnie cugowe i powozownia. 
Park został założony na wzór parków angielskich równocześnie z budową pałacu. Przypuszczano, że teren ten był już wcześniej zadrzewiony i stanowił otoczenia byłego zamku, o czym świadczy liczny, wiekowy drzewostan. Położony jest w północno-zachodniej części miasta, nad rzeką Mleczką. Park dzieli się na dolny południowy oraz górny północny. Na uwagę zasługuje aleja grabowa i wiele starych drzew, tj. dęby, jesiony, pomnikowe lipy, sosny, wejmutki, platany, tuje, kasztanowce, orzechy. W układzie kompozycji roślinnej zachowało się też sporo okazów egzotycznych tj. cyprisik, kłek kanadyjski czy korkowiec amurski. 

### Pałac
Pałac to murowany z cegły, piętrowy z pokojami na poddaszu, częściowo podpiwniczony budynek, posiadający dach czterospadowy o małym spadku. Od strony zachodniej znajduje się ryzalit parterowy i otwarta galeria złożona z 8 filarów. Podobny ryzalit zdobi ścianę północną pozorując fragment baszty. W części wschodniej wznosi się taras wsparty na kolumnach. W późniejszych dobudowano kaplicę. Wnętrze budynku jest bogate w kominki i sale ze stiukowymi platformami. Oryginalność budynku stanowią dwie klatki schodowe, z których druga ukryta w pierwszej, wąska o krętych schodach przeznaczona była dla służby. 
Pomieszczenia parteru zajęła ekspozycja Historii Miasta i Regionu. Na szczególną uwagę zasługują zbiory etnograficzne z kolekcją damskich i męskich strojów od XVIII do początku XX w. Wśród elementów tradycyjnego stroju przeworskiego na uwagę zasługują tzw. pasy przeworskie, wykonane z płytek mosiężnych, złocone i bogato dekorowane.
Na I piętrze – piano nobile – pałacu, w salach o charakterze reprezentacyjnym, pokojach prywatnych i pomieszczeniach pomocniczych mieści się ekspozycja Wnętrz Pałacowych. W oficynie kuchennej usytuowanej obok pałacu, w pomieszczeniu dawnej kuchni dworskiej utworzono w końcu lat 80. XX wieku salę wystawową galerii „Magnez”.

### Inne budynki
Położony w pn.-zach. części parku budynek stajni cugowych mieści Dział Historii pożarnictwa dzięki kolekcjonerskiej pasji Leona Trybalskiego. Obejmuje historię straży pożarnych w Przeworsku i Małopolsce od połowy XIX wieku do współczesności, składa się z unikatowej kolekcji ponad 70 historycznych hełmów strażackich wraz ze zbiorem sprzętu bojowego. W powozowni zaś znajduje się dział powozów z ekspozycją karet, powozów i pojazdów regionalnych. 
Oranżeria usytuowana jest na granicy parku dolnego i górnego założona na planie wydłużonego prostokąta o powierzchni ok. 300 m². Zbudowana według projektu Piotra Aignera oraz Fryderyka Baumana.
Oberża znajduje się po przeciwnej stronie ulicy na wprost wejścia do parku. Budynek pochodzi z XVIII w. pierwotnie był to dom parterowy z częścią gospodarczą od wschodu, przez jego środek prowadziła sień, służąca na zajazd. W oberży miał kwaterować hetman Stefan Czarnecki w czasie pościgu za Szwedami. Przez pewien czas mieściło się tam starostwo w 1899 r. Obecnie w budynku oberży znajdują się prywatne mieszkania. 
Dom ogrodnika jest niewielkim częściowo drewniano-murowanym budynkiem, który graniczy z dawnymi ogrodami warzywnymi majątku Lubomirskich. W czasie powstania styczniowego Lubomirscy urządzili tu szpitalik powstańczy.
Kordegarda i brama wjazdowa zostały zaprojektowane przez Józefa Gałęzowskiego w 1923 r. Położona jest w południowej stronie parku, obecnie tuż przy E4.

### Tablica Tysiąclecia Państwa Polskiego

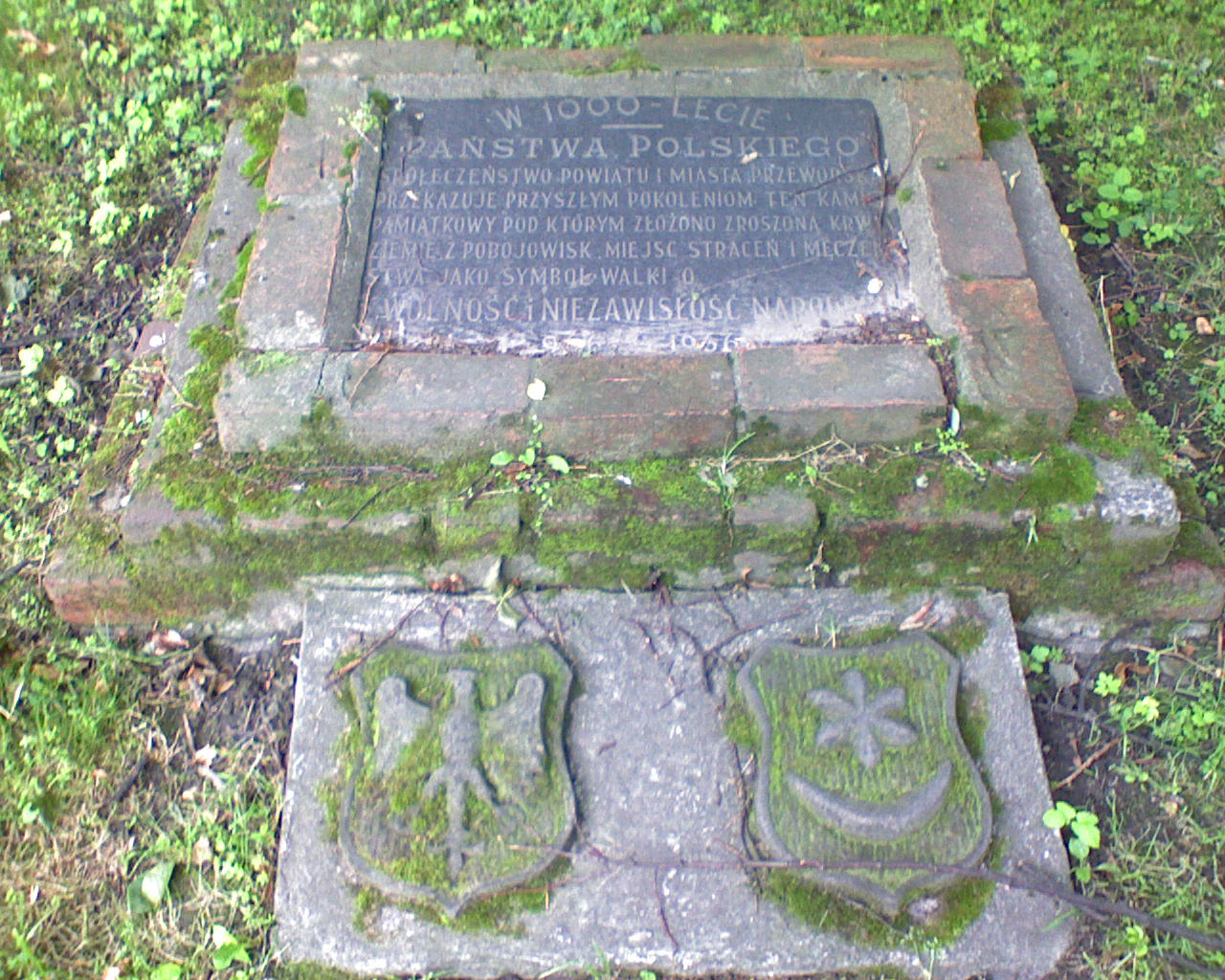
Tablica 1000-lecia Państwa Polskiego

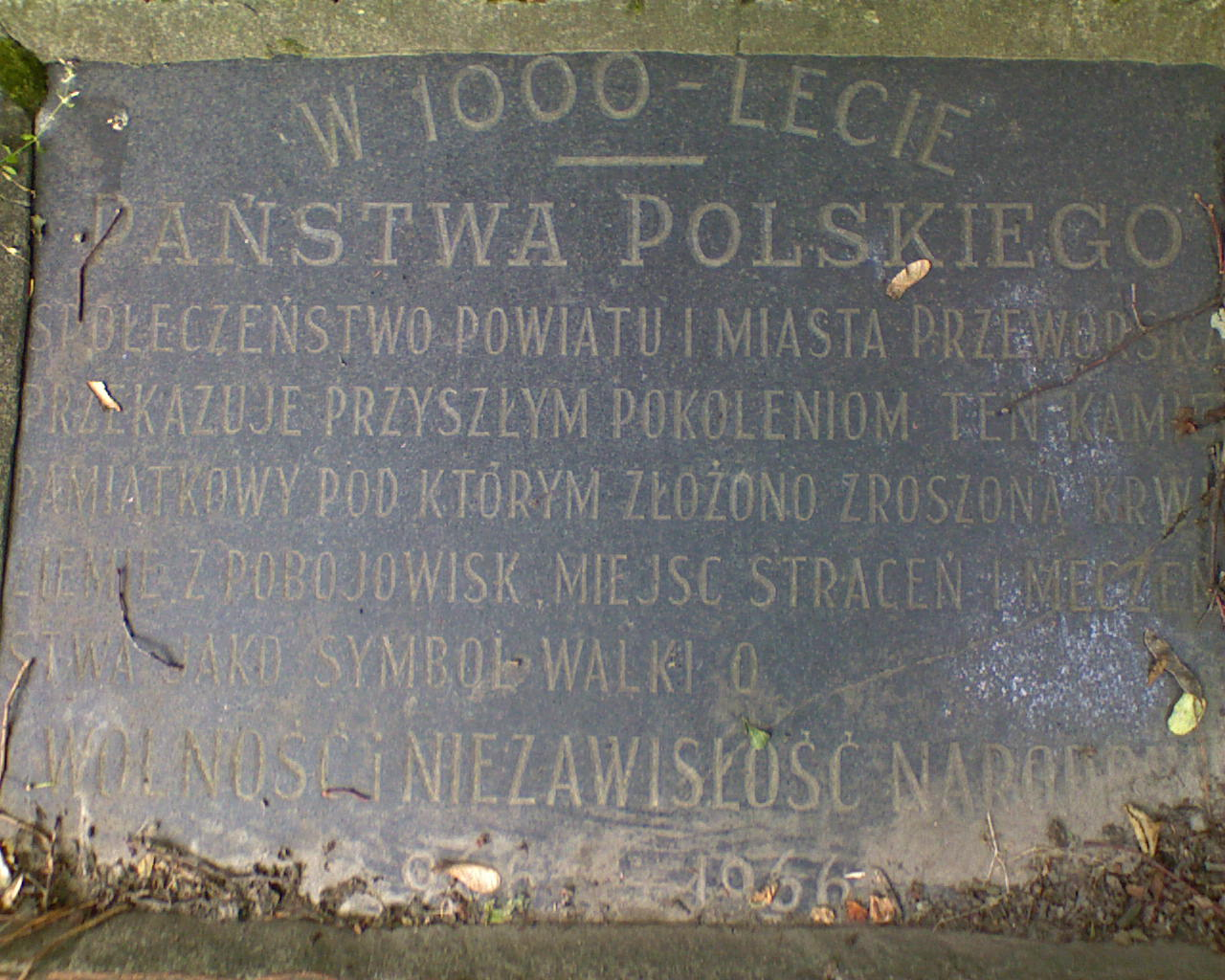
Inskrypcja na tablicy

W 1966 z inicjatywy mieszkańców Przeworska odsłonięto umieszczoną na ceglanym podeście tablicę upamiętniającą Tysiąclecie Państwa Polskiego, przed którą wmurowano godło Polski i herb Przeworska.
Na tablicy umieszczono inskrypcję o treści: 

W 1000 - lecie
Państwa Polskiego
społeczeństwo powiatu i miasta
Przeworska
przekazuje przyszłym pokoleniom ten kamień
pamiątkowy pod którym złożono zroszoną krwią
ziemię z pobojowisk miejsc straceń i męczeństwa
jako symbol walki o
wolność i niezawisłość narodową
966 - 1966.

Pomnik jest pokryty mchem, zabrudzony. Występują liczne uszkodzenia ceglanego cokołu. Napisy są w miejscach nieczytelne i zamazane.

## Galeria wnętrz pałacowych przed 1939

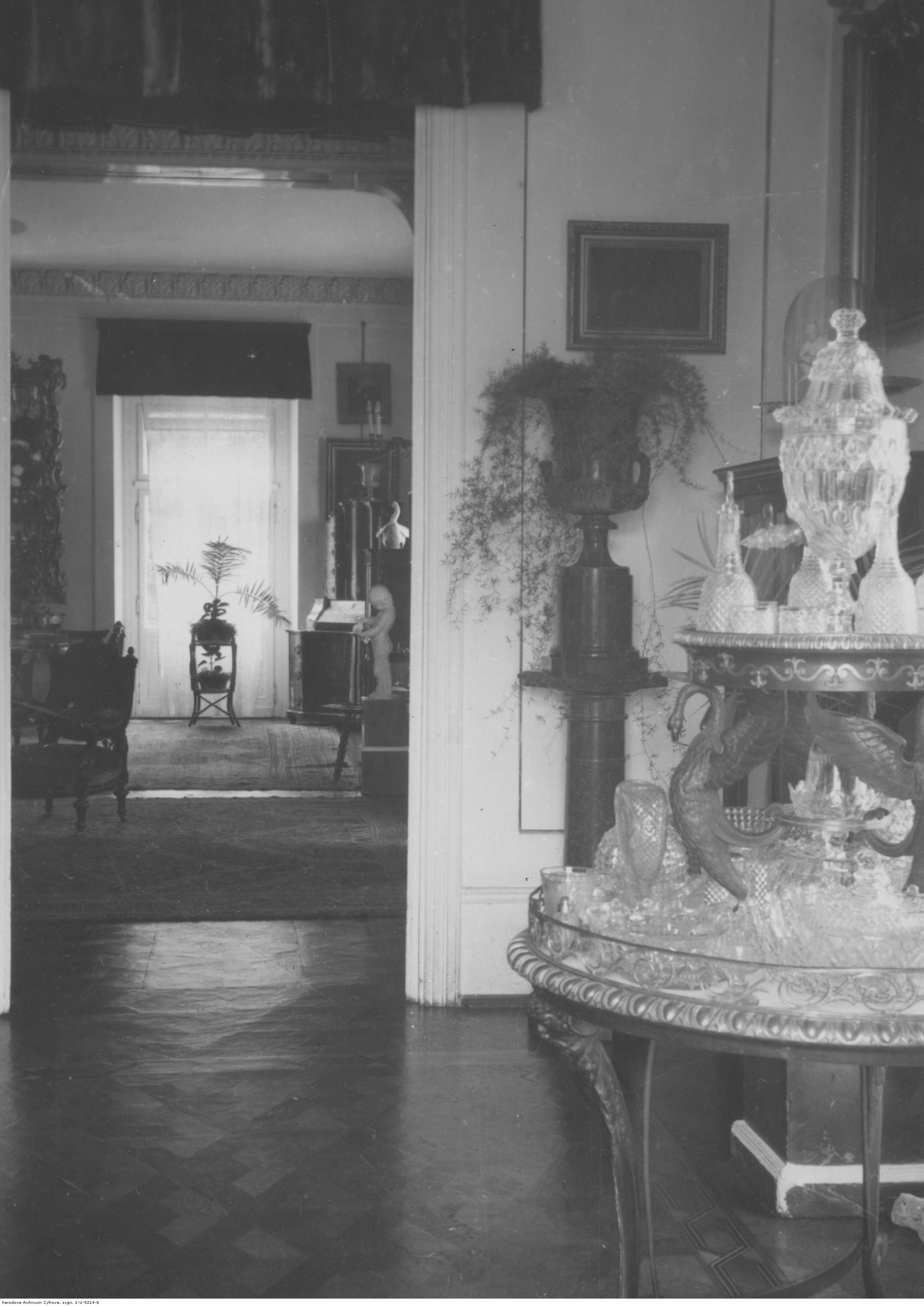
Amfilada pokoi pałacowych
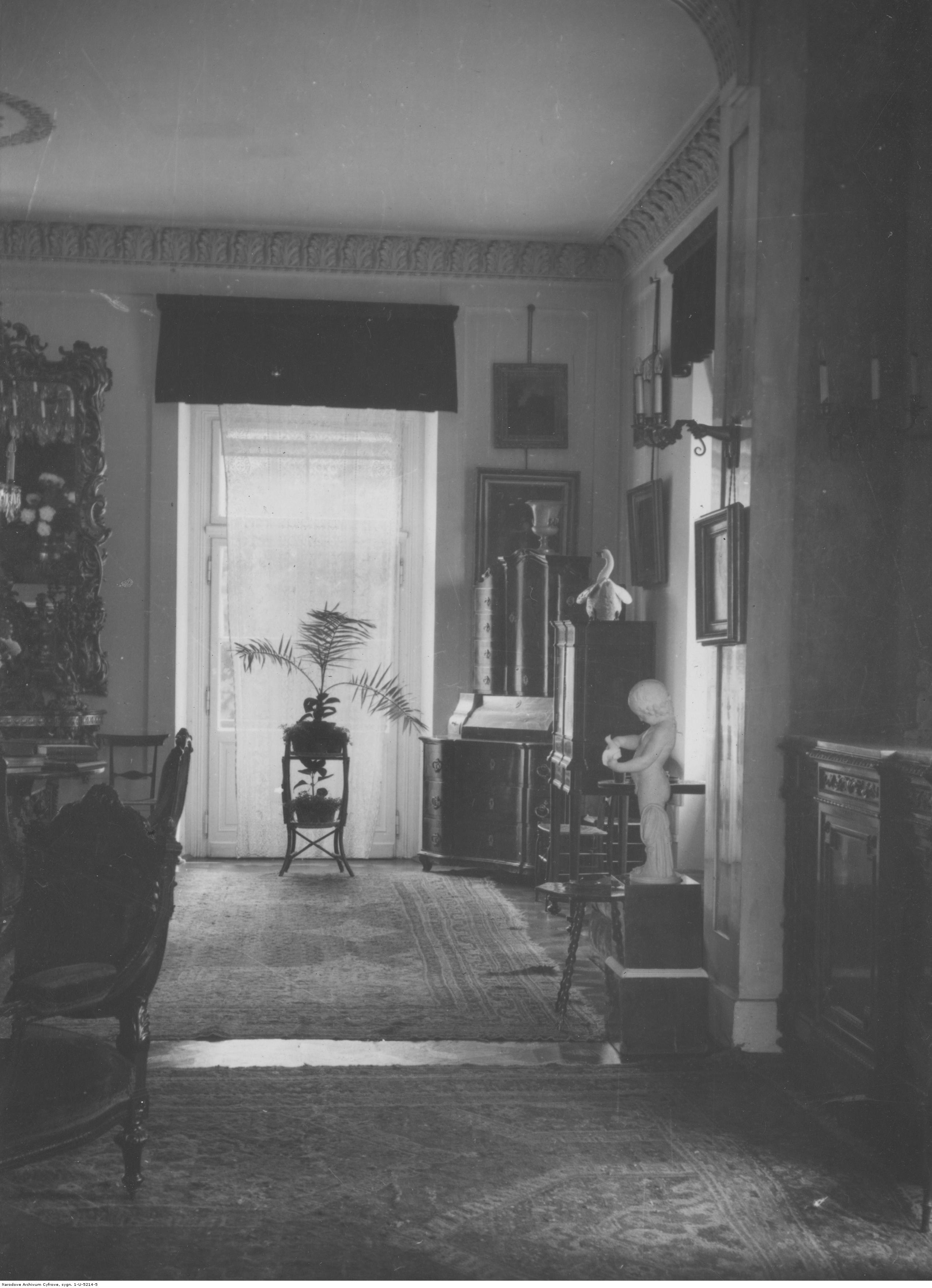
Amfilada pokoi pałacowych
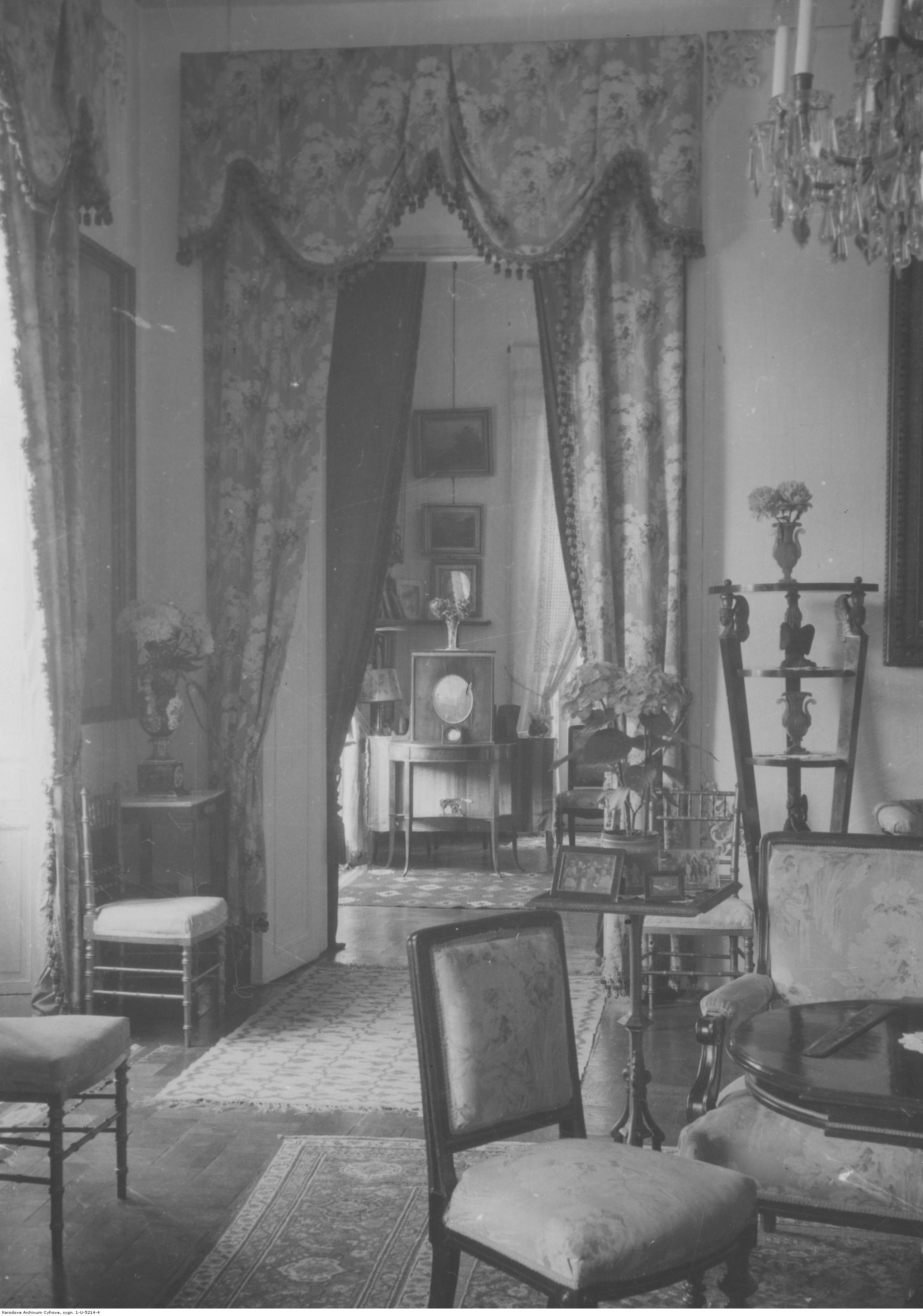
Apartamenty księżnej
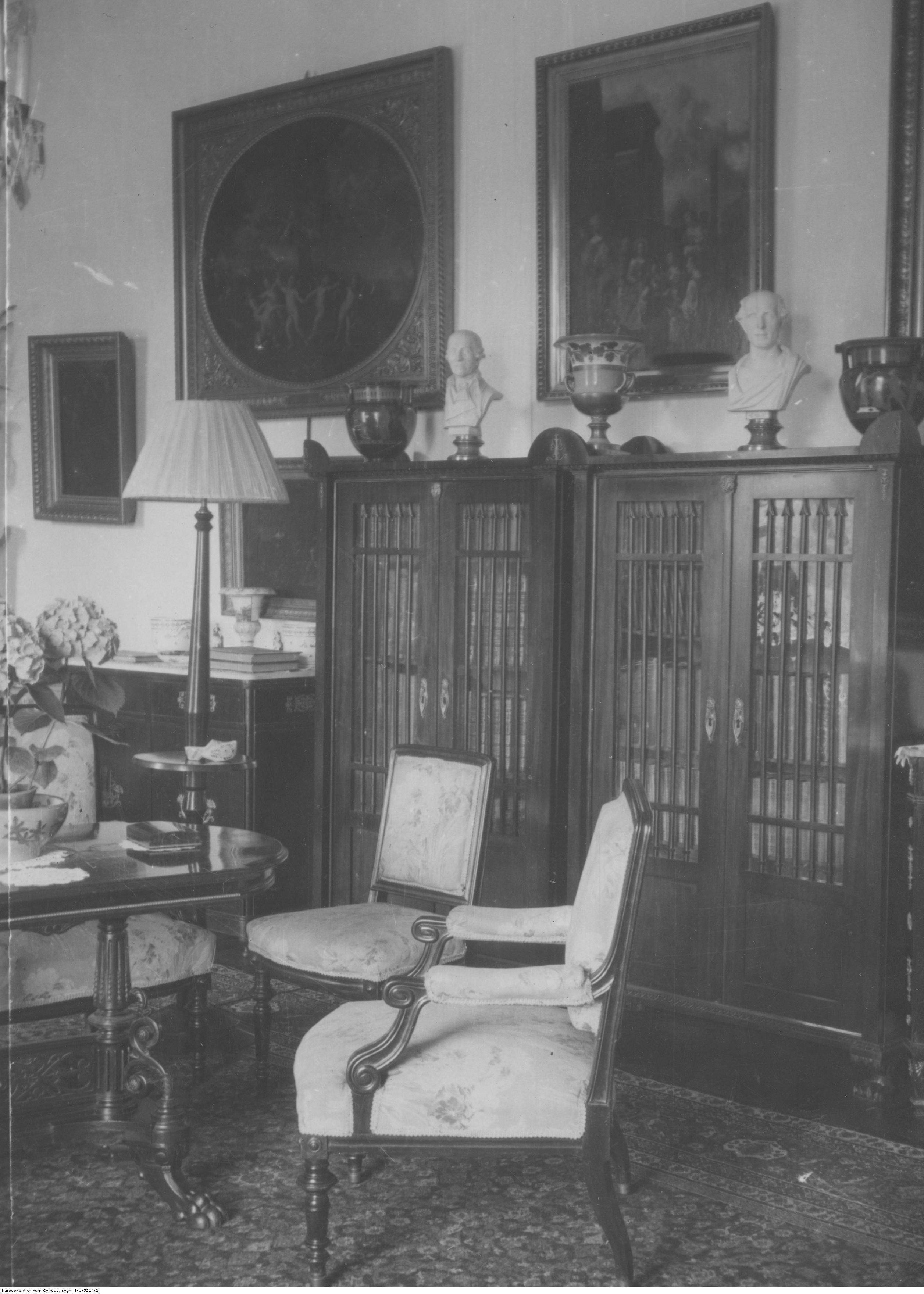
Fragment saloniku księżnej
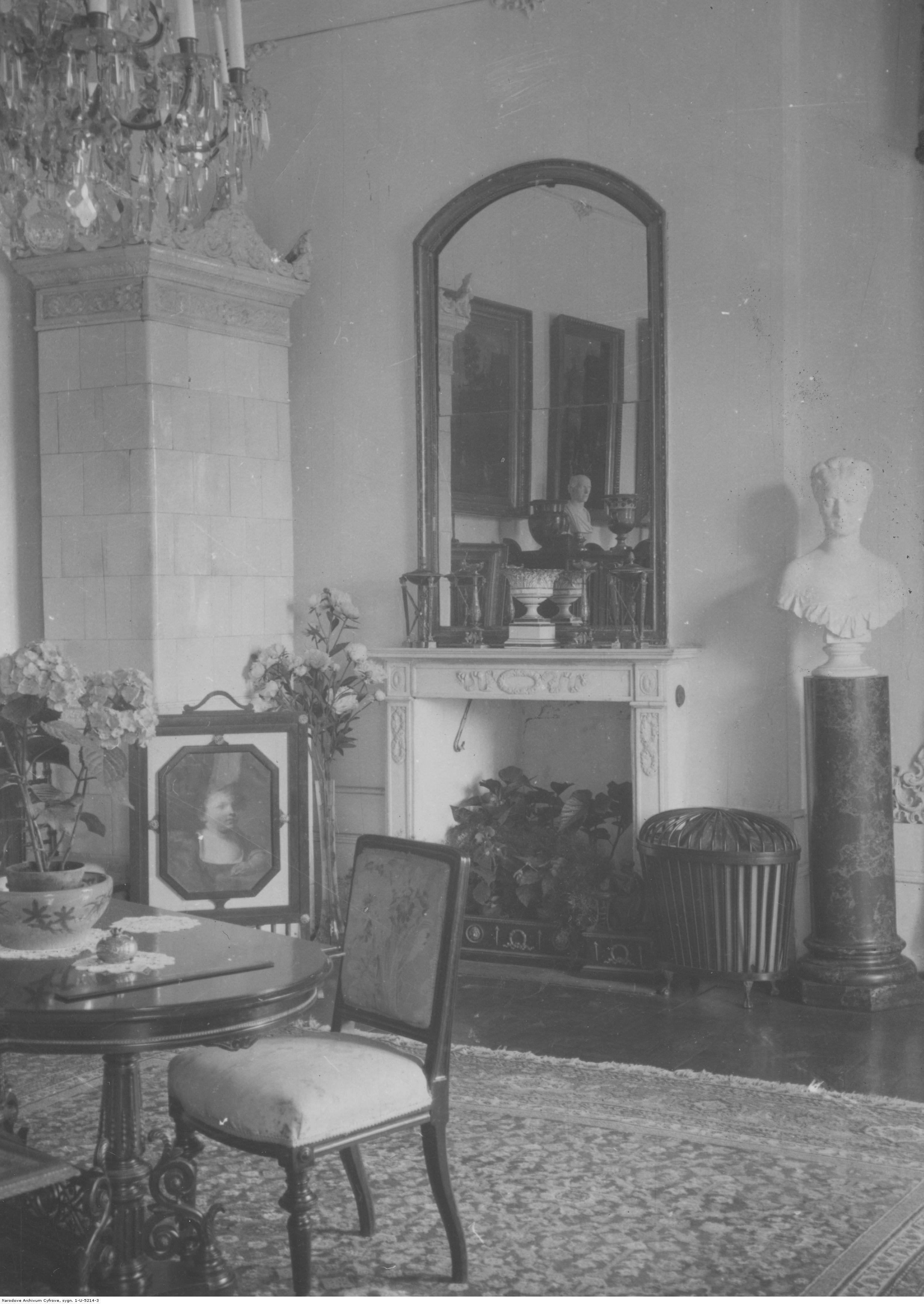
Kominek w apartamentach księżnej
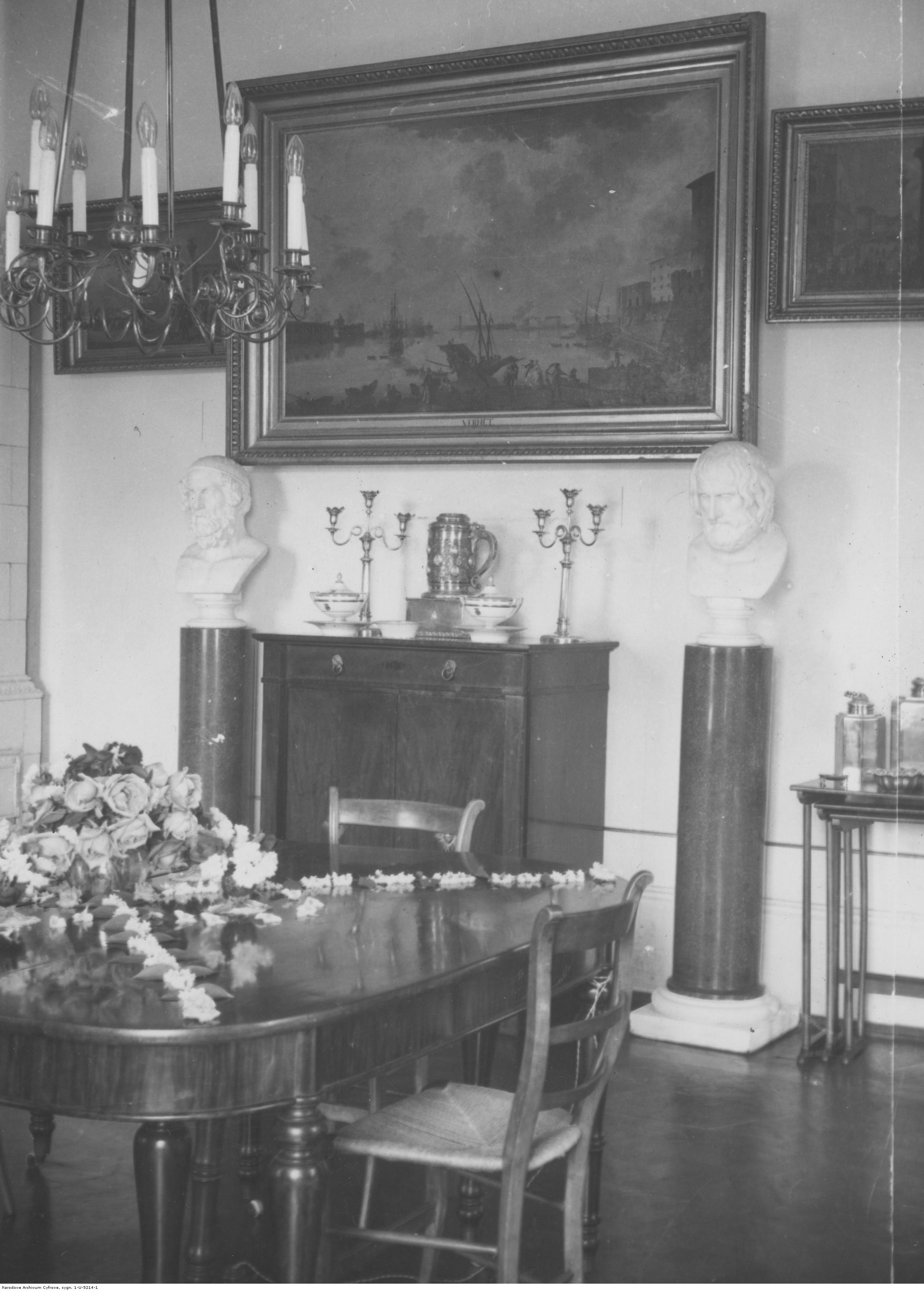
Sala jadalna